# كأس الكؤوس الأوروبية 1989–90
كأس الكؤوس الأوروبية 1989–90 هو الموسم 30 من  كأس الكؤوس الأوروبية. أقيم خلال الفترة 16 أغسطس 1989 وحتى 9 مايو 1990، والذي يشرف على تنظيمه الاتحاد الأوروبي لكرة القدم، وكان عدد الأندية المشاركة فيه  33، وفاز فيه نادي سامبدوريا.

## نتائج الموسم
| المركز | فريق           | لعب | ف | ت | خ | له | عليه | ف.أ | نقاط | ملاحظة |
| ------ | -------------- | --- | - | - | - | -- | ---- | --- | ---- | ------ |
|        | نادي سامبدوريا |     |   |   |   |    |      |     |      |        |